# Ḩājjī Maḩalleh
Ḩājjī Maḩalleh (persiska: حاجی محله) är en ort i Iran.   Den ligger i provinsen Mazandaran, i den norra delen av landet, 200 km nordost om huvudstaden Teheran. Ḩājjī Maḩalleh ligger 19 meter över havet och antalet invånare är 921.
Terrängen runt Ḩājjī Maḩalleh är platt åt nordväst, men åt sydost är den kuperad. Runt Ḩājjī Maḩalleh är det ganska tätbefolkat, med 72 invånare per kvadratkilometer. Närmaste större samhälle är Nekā, 4,4 km öster om Ḩājjī Maḩalleh. Trakten runt Ḩājjī Maḩalleh består till största delen av jordbruksmark.